# Dolores (Petén)
Dolores (Mopan bis 1695 Ixtanché) ist ein etwa 4.000 Einwohner zählender Ort in Guatemala. Dolores liegt im Südosten des Departamentos Petén und ist Verwaltungssitz des Municipios Dolores, das sich auf 3.050 km² erstreckt und über 40.000 Einwohner hat.

## Geographie
Der Ort Dolores liegt rund 30 km westlich von der Grenze zu Belize auf 436 m Höhe. Unweit des Ortes führt in nord-südlicher Richtung die Fernstraße CA 13 vorbei, die Flores, die Hauptstadt Penténs, mit Izabal im Süden und dem Rest des Landes verbindet. Von Dolores sind es 78 km nach Flores und rund 420 km nach Guatemala-Stadt.
Das Municipio liegt am Oberlauf des Río Mopán in den westlichen Ausläufern der Maya Mountains, die an der Grenze zu Belize noch 1000 m erreichen. Im Allgemeinen ist das Klima tropisch-heiß.
Die angrenzenden Municipios sind im Norden Melchor de Mencos und Santa Ana, im Nordwesten San Francisco, im Südwesten Sayaxché und San Luis und im Süden Poptún. Im Osten grenzt Dolores an Belize.

## Geschichte
Das quellenreiche Gebiet des heutigen Municipios Dolores war schon lange vor der Eroberung durch die spanischen Konquistadoren von Mopan-Maya besiedelt. Der heutige Ort Dolores hieß seinerzeit Ixtanché. Im April 1695 richteten die Spanier hier einen Militärstützpunkt ein. 1708 erhielt der Ort den Namen Nuestra Señora de Dolores (Mater Dolorosa), nach der Unabhängigkeit Guatemalas wurde er dann nur noch Dolores genannt. Im 19. Jahrhundert lebten in dem sehr schlecht erschlossenen Gebiet von Dolores nur rund 300 Menschen. Mehr wirtschaftliche Entwicklung brachte in neuester Zeit der Bau der Fernstraße CA 13. Damit einher ging jedoch auch eine stetige Bevölkerungszunahme, die rücksichtslose Abholzung des tropischen Regenwaldes, sowie Ausbau der Nebenstrecken und die Entstehung von Sackgassendörfern.

## Bevölkerung
Neben Mopan-Maya besteht ein großer Teil der örtlichen Bevölkerung aus Ladinos. Im Weiler Monte de los Olivos leben Kekchí. Das Municipio hat neben Dolores mit Santo Toribio nur eine untergeordnete „Landgemeinde“ (aldea). Daneben bestehen zahlreiche kleinere Siedlungen und Weiler.

## Wirtschaft
Dolores lebt vorwiegend von der Landwirtschaft, insbesondere vom Anbau von Mais und Bohnen sowie von der Viehzucht. An der Fernstraße CA 13 spielt auch der Handel und der Dienstleistungssektor eine Rolle.

## Sehenswürdigkeiten
Auf dem Gebiet des Municipios Dolores gibt es rund 80, meist jedoch nur schlecht erhaltene Maya-Ruinen. Zu den bedeutendsten gehören Ixkun, Sacul, El Chal, Ixtonton, Tigres, Curucuitz und Ixtutz sowie die Cuevas de San Miguel.